# Царёвское городище (Московская область)
Царёвское городище — древнерусское городище XII—XIV веков, расположенное на правом берегу реки Прорваниха к западу от села Царёво в Пушкинском городском округе Московской области. 
По мнению Р. Л. Розенфельдта, городище являлось административным центром волости Воря (впоследствии стана Воря и Корзенев) Московского княжества. О ней упоминается в духовных грамотах Ивана Калиты, Симеона Гордого, Ивана Красного и Дмитрия Донского. С 1399—1402 по 1428 год территория принадлежала сыну Дмитрия Донского Петру, а затем являлась предметом спора галицких князей и Василия Темного.
Площадка городища возвышается над уровнем реки на 17 м. Её размеры — 88 × 50 м, площадь — 3,5 тысяч м². Городище открыто Ю. Г. Гендуне в 1908 году. В 1977 году Загорская археологическая экспедиция Исторического факультета МГУ (С. З. Чернов) повторно обследовала городище. Рядом с ним были обнаружены селище и курганная группа. Царёвское городище состоит на федеральной охране с 1995 года. В начале XXI века близ городища ведутся строительные работы, разрушившие прилегающее селище.